# Ludmiła Zabołotnia
Ludmiła Fiodorowna Zołotariowa z d. Zabołotnia (ros. Людмила Фёдоровна Золотарёва z d. Заболотняя; ur. 8 lipca 1960 w miejscowości Walerjanowka) – radziecka biathlonistka, dwukrotna medalistka mistrzostw świata. Największe sukcesy w karierze osiągnęła w 1984 roku, kiedy na mistrzostwach świata w Chamonix zdobyła dwa medale. Najpierw zajęła drugie miejsce w biegu indywidualnym, rozdzielając na podium dwie rodaczki: Wienierę Czernyszową i Tatjanę Brylinę. Parę dni później wspólnie z Czernyszową i Kaiją Parve zwyciężyła w sztafecie. Była tam też czwarta w sprincie, przegrywając walkę o podium z Austriaczką Andreą Grossegger. Nigdy nie wzięła udziału w igrzyskach olimpijskich.

## Osiągnięcia

### Mistrzostwa świata
| Rok  | Miejscowość | Konkurencje | Konkurencje | Konkurencje | Konkurencje | Konkurencje | Konkurencje | Konkurencje |
| Rok  | Miejscowość | IN          | SP          | PU          | MS          | RL          | MR          | SR          |
| ---- | ----------- | ----------- | ----------- | ----------- | ----------- | ----------- | ----------- | ----------- |
| 1984 | Chamonix    | 2.          | 4.          | nd.         | nd.         | 1.          | nd.         | –           |

### Puchar Świata

#### Miejsca w klasyfikacji generalnej
| Sezon     | Miejsce |
| --------- | ------- |
| 1983/1984 | ?       |
| 1984/1985 | ?       |

#### Miejsca na podium chronologicznie
| Lp. | Dzień     | Rok  | Miejscowość | Konkurencja                | Lokata | Pudła | Czas biegu | Strata | Zwycięzca            |
| --- | --------- | ---- | ----------- | -------------------------- | ------ | ----- | ---------- | ------ | -------------------- |
| 1.  | 29 lutego | 1984 | Chamonix    | Bieg indywidualny na 15 km | 2.     | 0+2+1 | 44:21,7    | +9,2   | Wieniera Czernyszowa |